# Juan de Borja Llançol de Romaní
Juan de Borja Llançol de Romaní, španski rimskokatoliški duhovnik, škof, nadškof in kardinal, * 1474, Valencia, † 22. junij 1500.
19. septembra 1494 je postal škof Melfija, leta 1496 škof Capue in 19. februarja istega leta pa tudi kardinal.
9. avgusta 1499 je postal nadškof Valencie.